# 사모셋

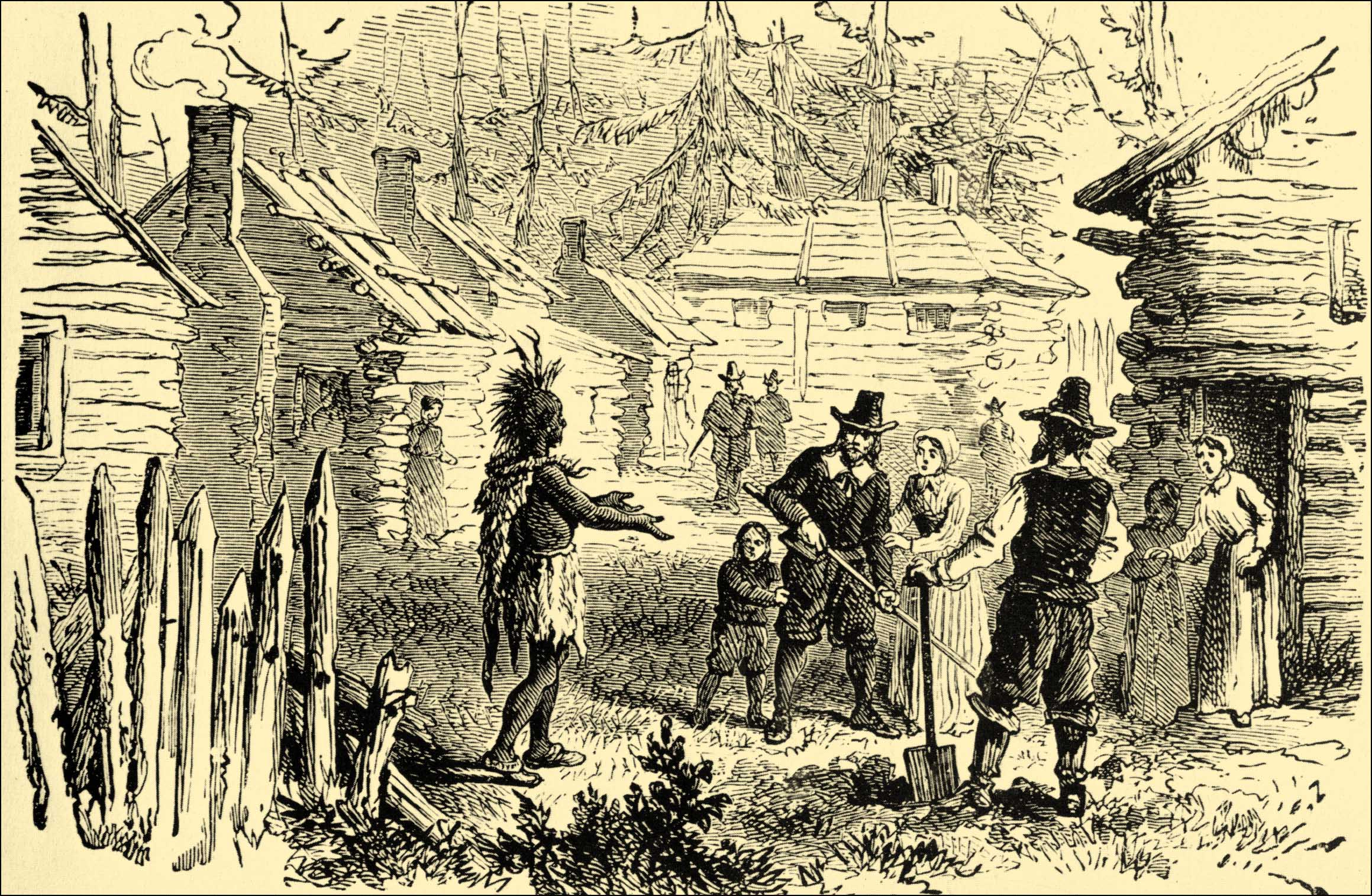
필그림에게 영어로 말을 거는 사모셋 (수트로 도서관, 샌프란시스코)

사모셋(Samoset, 약 1590년 – 1653년)은 1621년 3월 16일 필그림 파더스와 접촉한 최초의 미국 인디언이다.

## 개요
1621년 3월 16일, 정착민들은 플리머스 식민지에 건설된 캠프 한가운데로 갈어와서 영어로 인사를 하는 사모셋을 보고 놀라움을 감추기 못했다. 사모셋은 현재 메인 주에 도착한 초기 영국인들 무리에게서 영어를 배웠다.
당시에 현재의 메인 주에 살고 있었던 아베키 부족의 일원이었던 사모셋은 대추장에 종속된 그의 부족을 다스리는 소추장이었고, 마사소이트 대추장을 만나기 위해 방문하고 있었다. 그는 엉터리 영어 수준이었지만, 모헤간 섬에 고기를 잡으러 온 영국 어부들에게 영어를 배웠다. 플리머스 식민지의 캠프에서 필그림과 그날 밤을 보낸 후에 이틀 후 사모셋보다 훨씬 더 유창하게 영어를 하는 스콴토를 데리고 돌아왔다.
사모셋의 철자법은 영국인들이 그를 부르는 호칭에 따라 다양했다. 비록 어떤 기록에는 사모셋(Samoset)으로 등장하지만, 다른 기록 속에서는 서머셋(Somerset)이라고 나오기도 한다. 이러한 이상한 미국 인디언 이름의 영국식화는 아마도 영국 탐험가들에 의해 자연스럽게 등장한 것이었고, 그들 중 많은 이들이 서양에서 부르던 것이었다. 요크셔 사람인 크리스토퍼 레벳 선장은 1623년에서 1624년에 걸친 뉴잉글랜드 탐사에서 이 사람을 서머셋이라고 불렀다. 레벳 선장은 현재의 메인주 포틀랜드에서 1624년에 사모셋과 다른 미국 원주민 추장들을 즐겁게 해주었다.

## 같이 보기
- 마사소이트
- 플리머스 식민지
- 스콴토